# Sphaerobunus fallax
Sphaerobunus fallax es una especie de arácnido  del orden Opiliones de la familia Gonyleptidae.

## Distribución geográfica
Se encuentra en Brasil.